# Agatágetos
Agatágetos (en Griego antiguo: Ἀγαθάγητος, en Latín: Agathagetus) fue un político de la isla de Rodas que en el año 171 a. C. recomendó a su gobierno tomar el lado de la República romana durante la tercera guerra macedónica, un conflicto librado entre los años 171 y 168 a.C. durante el cual se enfrentaron Roma y el reino de Macedonia que era liderado por Perseo de Macedonia (el último rey de la dinastía antigónida que había sido fundada por Alejandro Magno).
El gobierno rodiano no aceptaría la sugerencia de Agatágetos y escogería permanecer neutral; el conflicto terminaría con una victoria romana tras la cual Macedonia perdió su independencia y fue dividida en cuatro estados clientes controlados por Roma y que en el 146 a. C. sería anexada por Roma y convertido en la provincia de Macedonia, mientras que Rodas sería forzada a ceder muchos de sus territorios a Roma y a convertirse en un estado cliente romano tal como Macedonia.